# Javanimetrus cyaneus
Genre
Espèce
Synonymes
- Buthus cyaneus C. L. Koch, 1836
- Heterometrus cyaneus (C. L. Koch, 1836)
- Buthus reticulatus C. L. Koch, 1837
- Buthus setosus C. L. Koch, 1841
- Heterometrus cyaneus sumatrensis Couzijn, 1981
- Heterometrus cyaneus insulanus Couzijn, 1981
- Heterometrus petersii luzonensis Couzijn, 1981
- Heterometrus sejnai Kovařík, 2004

Javanimetrus cyaneus, unique représentant du genre Javanimetrus, est une espèce de scorpions de la famille des Scorpionidae.

## Distribution
Cette espèce se rencontre en Indonésie à Java, à Madura, à Bali, à Sumatra et au Kalimantan, en Malaisie orientale, en Inde aux îles Nicobar, en Thaïlande dans la province de Satun et aux Philippines.
Sa présence à Singapour est incertaine.

## Description

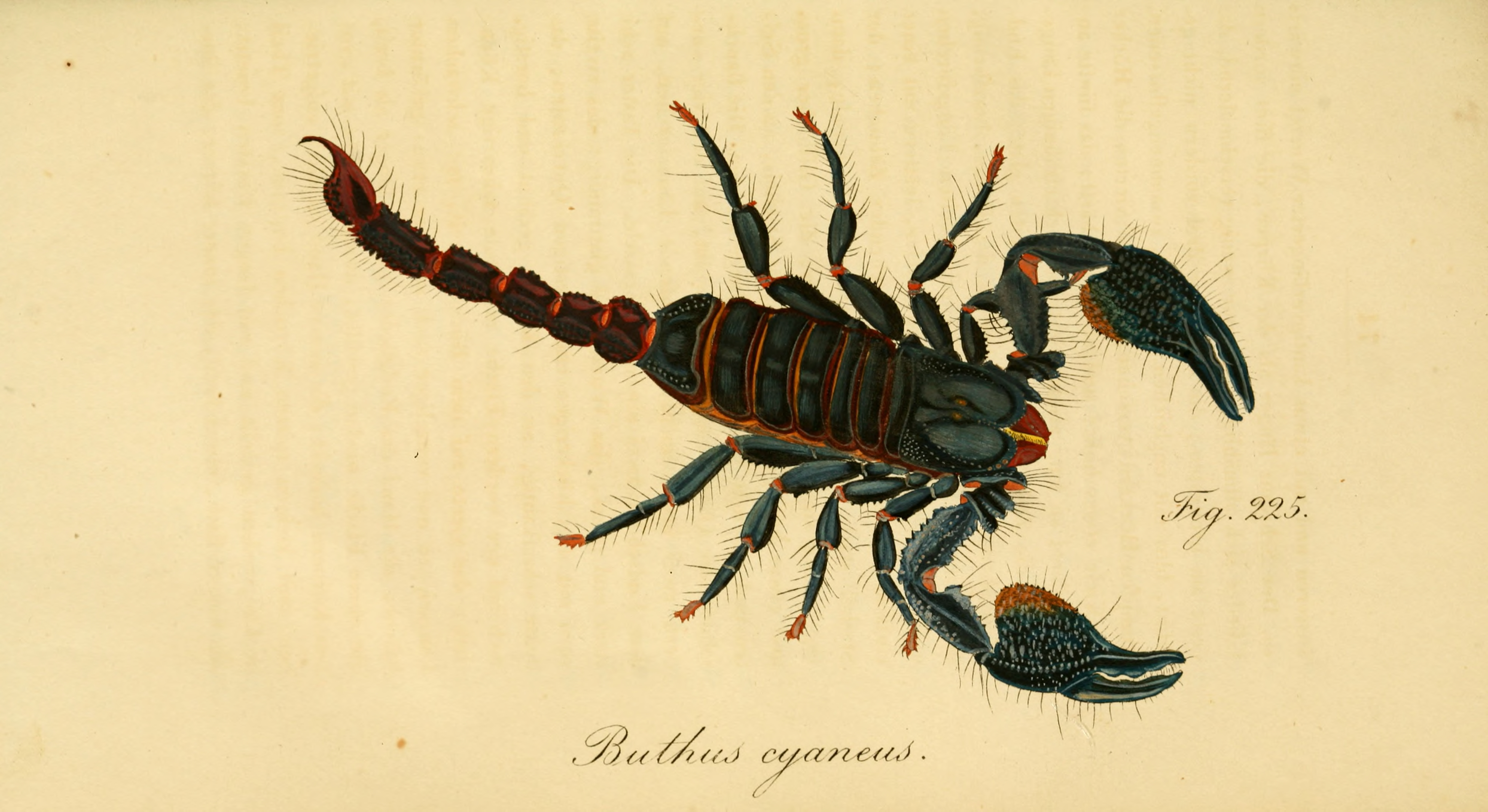
Javanimetrus cyaneus

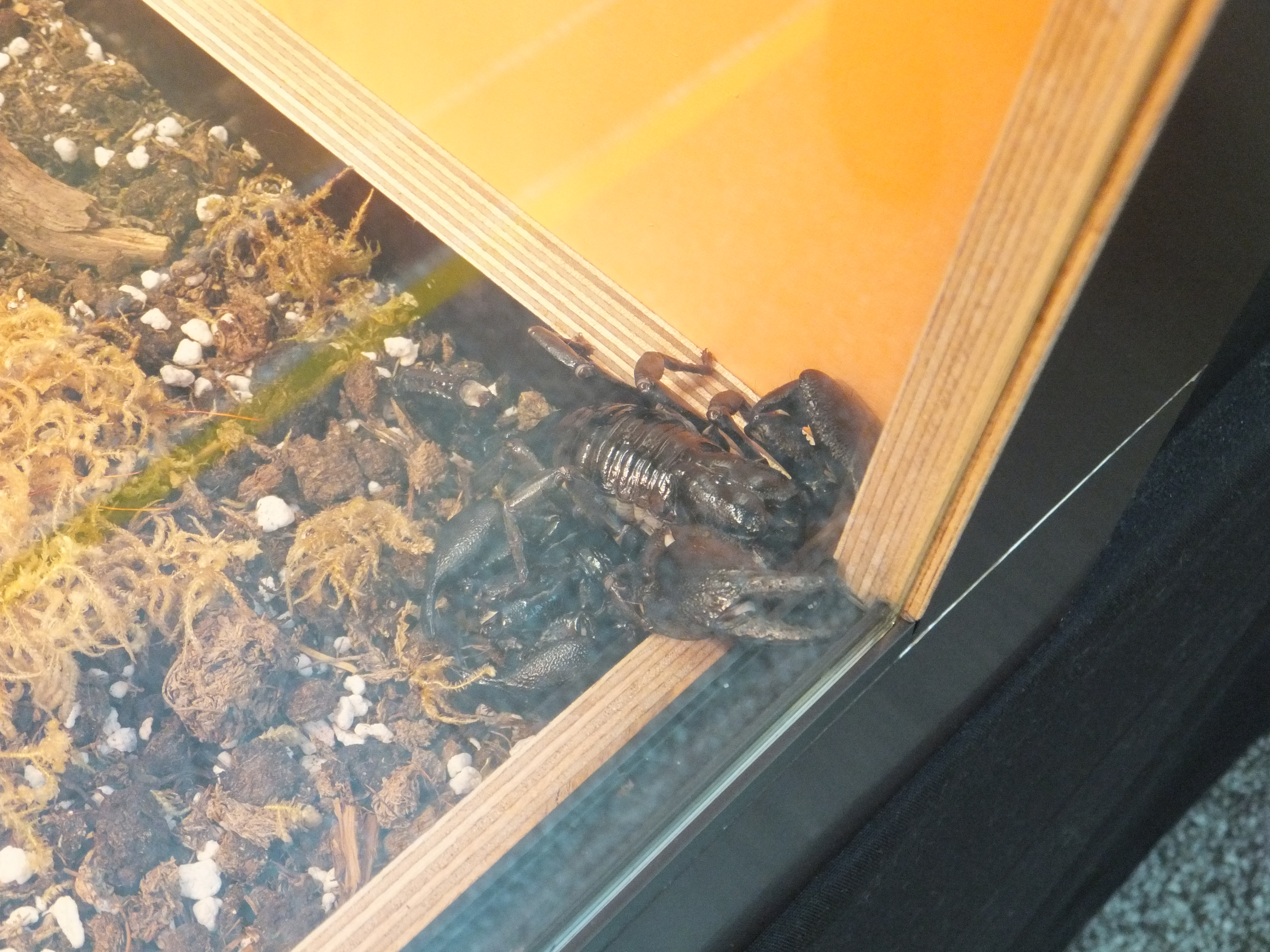
Javanimetrus cyaneus

Javanimetrus cyaneus mesure de 95 à 117 mm.
Ce scorpion est noir ou verdâtre avec un dard brun rougeâtre.
La nuit, si on l'expose à de la lumière noire, il devient d'une belle couleur bleue.

## Systématique et taxinomie
Cette espèce a été décrite sous le protonyme Buthus cyaneus par C. L. Koch en 1836. Elle est placée dans le genre Heterometrus par Kraepelin en 1899 puis dans le genre Javanimetrus par Prendini et Loria en 2020.

## Publications originales
- C. L. Koch, 1836 : Die Arachniden. Nürnberg, vol. 3, p. 1-104 (texte intégral).
- Couzijn, 1978 : « The method of polythetic analysis applied to a source of taxonomic difficulty: the genus Heterometrus H. and E., 1828 (Scorpionidae). » Symposium of the Zoological Society of London, vol. 42, p. 327–333.